# UFC 42
UFC 42: Sudden Impact è stato un evento di arti marziali miste tenuto dalla Ultimate Fighting Championship il 25 aprile 2003 all'AmericanAirlines Arena di Miami, Stati Uniti.

## Retroscena
L'evento vide l'esordio in UFC del futuro campione dei pesi medi Rich Franklin.

## Risultati

### Card preliminare
- Incontro categoria Pesi Medi:  David Loiseau contro  Mark Weir

Loiseau sconfisse Weir per KO (pugni) a 3:52 del primo round.
- Incontro categoria Pesi Leggeri:  Hermes Franca contro  Richard Crunkilton

Franca sconfisse Crunkilton per decisione unanime (29–28, 29–28, 29–28).

### Card principale
- Incontro categoria Pesi Leggeri:  Duane Ludwig contro  Genki Sudo

Ludwig sconfisse Sudo per decisione unanime (29–28, 29–28, 29–28).
- Incontro categoria Pesi Mediomassimi:  Rich Franklin contro  Evan Tanner

Franklin sconfisse Tanner per KO Tecnico (pugni) a 2:40 del primo round.
- Incontro categoria Pesi Massimi:  Wesley Correira contro  Sean Alvarez

Correira sconfisse Alvarez per KO Tecnico (ginocchiate e pugni) a 1:46 del secondo round.
- Incontro categoria Pesi Welter:  Dave Strasser contro  Romie Aram

Strasser sconfisse Aram per decisione unanime (30-27, 30-27, 30-27).
- Incontro categoria Pesi Welter:  Pete Spratt contro  Robbie Lawler

Spratt sconfisse Lawler per sottomissione (infortunio) a 2:28 del secondo round.
- Incontro per il titolo dei Pesi Welter:  Matt Hughes (c) contro  Sean Sherk

Hughes sconfisse Sherk per decisione unanime (48–45, 48–47, 49–46) e mantenne il titolo dei pesi welter.